# Vincent Luis
Vincent Luis (Vesoul, 27 de junio de 1989) es un deportista francés que compite en triatlón.
Participó en tres Juegos Olímpicos de Verano, entre los años 2012 y 2020, obteniendo una medalla de bronce en Tokio 2020, en el relevo mixto, y el séptimo lugar en Río de Janeiro 2016, en la prueba inidvidual.
Ganó cuatro medallas en el Campeonato Mundial de Triatlón entre los años 2015 y 2020, y seis medallas en el Campeonato Mundial de Triatlón por Relevos Mixtos entre los años 2012 y 2022. Además, obtuvo una medalla de oro en el Campeonato Europeo de Triatlón de Velocidad de 2016.

## Palmarés internacional
| Juegos Olímpicos                      | Juegos Olímpicos         | Juegos Olímpicos  | Juegos Olímpicos |
| Año                                   | Lugar                    | Medalla           | Prueba           |
| ------------------------------------- | ------------------------ | ----------------- | ---------------- |
| 2020                                  | Tokio (Japón)            | Medalla de bronce | Relevo mixto     |
| Campeonato Mundial                    |                          |                   |                  |
| Año                                   | Lugar                    | Medalla           | Prueba           |
| 2015                                  | Chicago (Estados Unidos) | Medalla de bronce | Individual       |
| 2018                                  | Gold Coast (Australia)   | Medalla de plata  | Individual       |
| 2019                                  | Lausana (Suiza)          | Medalla de oro    | Individual       |
| 2020                                  | Hamburgo (Alemania)      | Medalla de oro    | Individual       |
| Campeonato Mundial por Relevos Mixtos |                          |                   |                  |
| Año                                   | Lugar                    | Medalla           | Prueba           |
| 2012                                  | Estocolmo (Suecia)       | Medalla de plata  | Relevo mixto     |
| 2014                                  | Hamburgo (Alemania)      | Medalla de plata  | Relevo mixto     |
| 2015                                  | Hamburgo (Alemania)      | Medalla de oro    | Relevo mixto     |
| 2018                                  | Hamburgo (Alemania)      | Medalla de oro    | Relevo mixto     |
| 2019                                  | Hamburgo (Alemania)      | Medalla de oro    | Relevo mixto     |
| 2022                                  | Montreal (Canadá)        | Medalla de oro    | Relevo mixto     |

| Campeonato Europeo | Campeonato Europeo    | Campeonato Europeo | Campeonato Europeo |
| Año                | Lugar                 | Medalla            | Prueba             |
| ------------------ | --------------------- | ------------------ | ------------------ |
| 2016               | Châteauroux (Francia) | Medalla de oro     | Individual         |